# Buddha

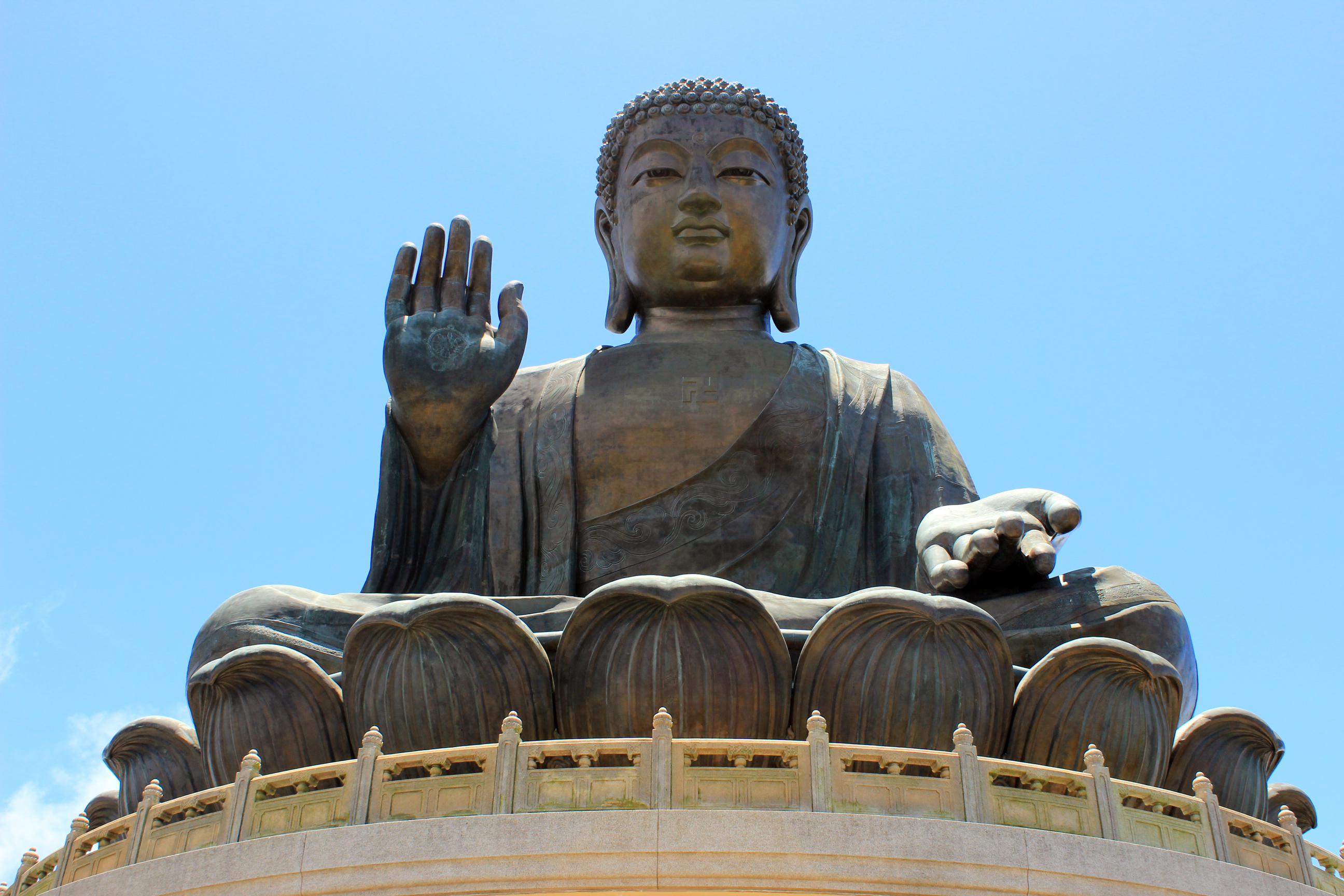
Statua colossale del Buddha Śākyamuni in abhayamudrā, denominata Tian Tan Buddha, o Tiān Tán Dà Fó, situata a Ngong Ping (Hong Kong, Cina); la statua sovrasta il monastero Po Ling (o Baolian), che si trova sull'isola Lantau.

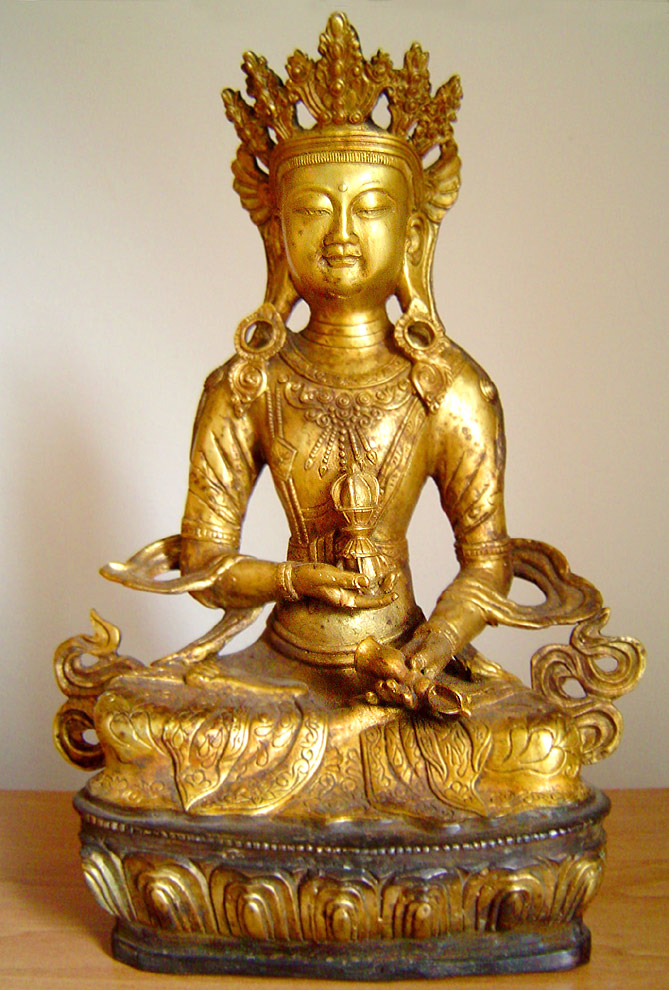
Vajrasattva Buddha, Tibet. La mano destra regge un vajra, un oggetto rituale che nel Buddismo Vajrayāna rappresenta i "mezzi abili" (upāya); la mano sinistra regge una campana (ghaṇṭa) che indica invece la saggezza ultima (prajñā) la quale corrisponde alla vacuità (śunyātā).

Un buddha, anche budda in italiano, è, secondo il Buddismo, un essere che ha raggiunto il massimo grado dell'illuminazione (bodhi).

## Etimologia
In sanscrito e pāli Buddha (बुद्ध); cinese Fotuo (佛陀S, FótuóP), abbreviato Fó (佛S); giapponese Butsuda (仏陀?) abbreviato Butsu (仏?); coreano Bulta (불타) abbreviato Bul (불); vietnamita Phật-đà abbreviato Phật - tibetano Sangs-rgyas. Buddha è il participio passato del sanscrito budh, prendere conoscenza, svegliarsi. Buddha significa quindi "risvegliato", con riferimento al passaggio della coscienza dalla condizione di sonno (ὕπνος, hýpnos) alla condizione di piena realizzazione.

## Il Buddha secondo le scuole del Buddismo dei Nikāya e secondo il Buddismo Theravāda
Un buddha, secondo le scuole che non accolgono le dottrine Mahāyāna e i relativi sutra ovvero che ritengono canonici solo gli insegnamenti contenuti negli Āgama-Nikāya, negli Abhidharma e nei Vinaya, è un essere che dopo aver trascorso diverse vite come bodhisattva si è progressivamente liberato dagli attaccamenti e dal saṃsāra, conseguendo la liberazione nel corso della sua ultima vita, ed è entrato nel nirvāṇa. Nonostante la liberazione dal saṃsāra, egli è soggetto alla malattia, alla vecchiaia e alla morte. Il corpo fisico di un buddha è contraddistinto dai Trentadue segni maggiori (o "Trentadue caratteristiche della perfezione", sanscrito Dvātrimāśadvaralakṣaṇa) che tuttavia sono visibili solo a chi ha purificato in modo sufficiente il proprio karma.
Quando un buddha muore (entra nel parinirvāṇa), non è più individuabile nel mondo, ma lascia delle reliquie del suo corpo (śarīra), che divengono oggetto di venerazione in particolar modo per i praticanti laici (upāsaka), i quali, per mezzo di questa pratica di venerazione, acquisiscono dei meriti per le rinascite future. Ma ciò che rimane di un buddha dopo il suo parinirvāṇa è soprattutto il corpo del suo insegnamento (dharmakāya), contenuto nelle dottrine che ha tramandato e nelle raccolte dei suoi sermoni (Āgama-Nikāya). Non tutti i buddha espongono necessariamente le stesse identiche dottrine. Queste scuole, oltre che riconoscere il buddha storico (Gautama Buddha), accettano la passata esistenza di buddha precedenti (vedi più avanti) e di un buddha futuro, Maitreya.

## Il Buddha secondo le scuole del Buddismo Mahāyāna
Negli insegnamenti mahāyāna il buddha storico (Gautama Buddha, qui spesso denominato come Buddha Śākyamuni) si è manifestato sulla nostra terra con il suo "Corpo di apparizione" (nirmāṇakāya); quindi, secondo queste dottrine, il Buddha Śākyamuni era già "illuminato" prima ancora di manifestarsi come tale. Il Buddha Śākyamuni, come qualsiasi altro buddha, ha completato il cammino lungo le dieci terre (bhūmi) dei bodhisattva ottenendo il corpo assoluto (dharmakāya) e, per il bene degli esseri senzienti, ha acquisito anche i "corpi della forma" (rūpakāya) che consistono del saṃbhogakāya ("Corpo della fruizione", dotato dei Trentadue segni maggiori di un Buddha, percepito tuttavia solo dai bodhisattva che hanno raggiunto le ultime tre terre) e il nirmāṇakāya (Corpo di apparizione) percepito invece da tutti esseri senzienti. I buddha appaiono quindi con il nirmāṇakāya che è un corpo di sola apparenza con cui si manifestano nei mondi dimostrando la loro illuminazione e insegnando il Dharma. Questo insegnamento si compone di "Tre giri della Ruota del Dharma" (tridharmacakra):
1. il primo giro della Ruota del Dharma corrisponde agli insegnamenti delle Quattro nobili verità ed è destinato agli śrāvaka e ai pratyekabuddha dello Hīnayāna;
2. il secondo giro della Ruota del Dharma corrisponde agli insegnamenti contenuti nei Prajñāpāramitā Sūtra e riguardano in particolar modo la dottrina della vacuità (śunyātā);
3. il terzo giro della Ruota del Dharma corrisponde agli insegnamenti relativi al tathāgatagarbha ovvero sulla Natura-di-Buddha presente in tutti gli esseri senzienti.

Gli insegnamenti del secondo e del terzo giro della Ruota del Dharma sono riservati ai soli bodhisattva, ovvero a coloro che sono in grado di comprenderne le rispettive dottrine profonde.
La figura del Buddha, ivi compreso quello storico, va per il Mahāyāna oltre la sua presenza spazio-temporale di questo mondo. Per questa ragione il Mahāyāna e il suo successivo sviluppo, il Buddismo Vajrayāna, hanno elaborato un complesso pantheon di Buddha cosmici (vedi più avanti). Tuttavia Paul Williams nota come negli stessi insegnamenti Mahāyāna tutti questi buddha sono vuoti di esistenza intrinseca a tal punto che, citando il Ratnakūṭasūtra, per evitare che alcuni bodhisattva fossero prigionieri delle credenze sulla esistenza intrinseca dei Buddha, il bodhisattva della saggezza Mañjuśrī cercò di uccidere lo stesso Buddha Śākyamuni con la sua spada affilata.

## Tipi di Buddha
- Samyaksaṃbuddha (pāli: Sammāsaṃbuddha), spesso semplicemente Buddha.
  - È il Buddha completo, che guadagna il bodhi con i propri sforzi, comprende il Dharma senza un maestro a guidarlo nel suo cammino e poi si dedica a diffondere la conoscenza e la saggezza predicando il Dharma; nella tradizione Mahāyāna sono chiamati a volte Bodhisattvabuddha perché per raggiungere un simile livello di illuminazione essi sono dovuti rinascere numerose volte come Bodhisattva. Il Dharma può essere compreso con la "saggezza" (prajñādhika), con la "diligenza" (vīryādhika) o con la "fede" (śraddhādhika). Gautama Buddha apparteneva alla prima di queste categorie e fu quindi un Prajñādhika Buddha, mentre il Bodhisattva Maitreya diventerà un Vīryādhika Buddha.
- Pratyekabuddha (pāli: Paccekabuddha)
  - È simile al precedente per il modo in cui ottiene il bodhi, ma non predica il Dharma e quindi non ha discepoli o sangha; sono a volte chiamati "Buddha Solitari" o "Buddha per sé" o "Realizzatori Solitari".
- Śrāvakabuddha (pāli: Sāvakabuddha), nel Buddismo dei Nikāya e nel Buddismo Theravāda Arhat (pāli: Arahant).
  - È un Buddha che ha ottenuto il bodhi grazie all'insegnamento di un Samyaksaṃbuddha; è considerato inferiore ai primi due anche se, secondo i Mahāyāna e i Vajrayāna, ha la capacità di predicare il Dharma e di elevare così altri esseri al suo stesso livello. Tuttavia ogni appartenente a questa categoria deriva la sua conoscenza da un Buddha che lo ha preceduto e non può quindi esistere in tempi in cui il Dharma sia stato dimenticato, come si dice che avverrà prima dell'avvento di Maitreya, il prossimo Samyaksambuddha. A questa categoria appartengono i discepoli diretti di Gautama Buddha.

## Buddha precedenti
Nella tradizione del Buddismo dei Nikāya e nel Buddismo Theravāda, ma anche nel Buddismo Mahāyāna e Vajrayāna, si riconoscono sei Buddha del passato che avrebbero preceduto Gautama Buddha. Essi sono considerati tutti buddha umani (mānuṣibuddha).
- Vipaśyn Buddha (pāli Vipassi; cinese 毘婆尸 Pípóshī): Il "Buddha chiaroveggente", raggiunse l'illuminazione sotto un albero di pāṭali (Bignonia suaveolens). È spesso rappresentato nell'atto di toccare la terra con ambedue le mani (bhūṃisparśa).
- Śikhin Buddha (pāli Śikhī; cinese 尸棄 Shīqì): l'origine del suo nome viene dal nodo dei capelli (śikhā) che porta sopra la protuberanza cranica (uṣṇīṣa). Raggiunse l'illuminazione protetto da un gigantesco fiore di loto bianco (puṇdarīka). Viene rappresentato con la mano destra nel "gesto della esposizione" (vitarka) mentre la mano sinistra nel grembo ha il medio e il pollice che si toccano.
- Viśvabhuj Buddha (pāli Vessabhū; cinese 毘舍浮 Píshèfú ): "L'Onnigaudente", si illuminò sotto un albero di śāla (Shorea robusta).
- Krakucchanda Buddha (pāli Kakusandha; cinese 拘留孫 Jūliúsūn): il significato del suo nome non può essere tradotto. È il primo buddha del nostro kalpa indicato come bhadra (felice) perché ospiterà ben cinque buddha (Krakucchanda, Kanakamuni, Kaśyapa, Gautama e Maitreya). Krakucchanda raggiunse l'illuminazione sotto un albero di śīriṣa (Acacia sirissa).
- Kanakamuni Buddha (pāli Konagāmana; cinese 拘那含牟尼 Jūnāhánmóuní) "Saggio d'Oro", in quanto la tradizione vuole che la sua nascita fosse accolta da una pioggia d'oro. Raggiunse l'illuminazione sotto un albero di udumbara (Ficus racemosa). Secondo la tradizione singalese visitò lo Sri Lanka.
- Kāśyapa Buddha (pāli Kassapa; cinese 迦葉 Jiāshè ) è l'ultimo dei buddha prima di Gautama Buddha. Nacque, secondo la tradizione, nel Bosco delle Gazzelle di Ṛṣipatana (Sārnāth) dove Gautama Buddha terrà il suo primo sermone. Raggiunse l'illuminazione sotto un albero di banyan (Ficus indica).

Questi sei, più il Buddha storico (denominato Gautama Buddha o anche Buddha Śākyamuni) sono noti tradizionalmente come i Sette Buddha del passato (sanscrito: sapta-tathāgata; 過去七佛 cinese: guōqù qīfó; giapponese: kako shichibutsu; coreano: kwagŏ ch'ilbul) e raffigurati collettivamente sia in ambito Mahāyāna che nella tradizione Theravāda. Talora nell'iconografia del Buddismo Vajrayāna sono invece portati a otto, includendo così Maitreya e spostando la devozione dal passato a una dimensione atemporale.
A questa lista di sei buddha antecedenti, una tradizione posteriore ne fa precedere ulteriori 18, tutti buddha umani.
1. Dīpaṃkara (pāli Dīpankara);
2. Kauṇḍinya (pāli Koṇḍañña);
3. Maṃgala (pāli Maṃgala);
4. Sumanas (pāli Sumana);
5. Raivata (pāli Revata);
6. Śobhita (pāli Sobhita);
7. Anavamadarśin (pāli Anomadassi);
8. Padma (pāli Paduma);
9. Nārada (pāli Nārada);
10. Padmottara (pāli Padumuttara);
11. Sumedha (pāli Sumedha);
12. Sujāta (pāli Sujāta);
13. Priyadarśin (pāli Piyadassi);
14. Arthadarśin (pāli Atthadassi);
15. Dharmadarśin (pāli Dhammadassi);
16. Siddhārtha (pāli Siddhattha);
17. Tiṣya (pāli Tissa);
18. Puṣya (pāli Phussa).

## Buddha cosmici

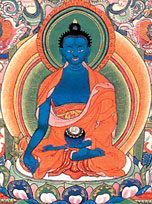
Bhaiṣajyaguru, il Buddha della medicina in un'antica versione tibetana. La mano destra è posta in basso nel "gesto di accoglienza" (varadamudrā) e tiene un ramo con il frutto del mirobalano (Terminalia bellirica, sans. harītakī) il cui succo è un lassativo. Nella mano sinistra regge un mortaio per preparare le medicine. Viene indicato anche come Bhaisajyaguruvaidūryaprabha, "Buddha della medicina dalla luce dei lapislazzuli" per il colore della sua pelle blu intenso.

- Abhijñaprāpta: un nome del Buddha Sāgarabuddhidhārī.
- Ādibuddha: rappresenta la personificazione del dharmakāya ovvero il corpo assoluto di tutti i buddha. Questa dottrina compare nel X secolo nell'università di Nālandā ed è presente nel Buddismo Vajrayāna. In Asia orientale viene spesso identificato con Vairocana.
- Ādinātha: uno dei primi nomi con cui venne indicato l'Ādibuddha.
- Ajita: uno dei nomi del futuro buddha Maitreya.
- Akṣobhya: "Buddha immutabile"; uno dei Cinque buddha trascendenti riportati nei maṇḍala del Buddismo Vajrayāna[6]. È il buddha del cielo d'Oriente[7].
- Amitābha: "Buddha della Luce infinita"; è il buddha trascendentale più antico, si ritiene sia la resa trascendente del Buddha Śākyamuni. Il suo culto appare fin dal II secolo d.C. Nel maṇḍala dei Cinque buddha trascendenti occupa la regione occidentale.
- Amitāyus: "Buddha della Vita infinita"; è, nella tradizione sino-giapponese, uno dei nomi del Buddha Amitābha, mentre nella tradizione tibetana è uno degli aspetti di questo buddha.
- Amoghasiddhi: "Colui che realizza gli scopi"; uno dei Cinque buddha trascendenti riportati nel maṇḍala, occupa la regione settentrionale.
- Bahularatna: uno dei nomi del Buddha Prabhūtaratna che compare nel Sutra del Loto.
- Bhaiṣajyaguru,"Buddha della medicina"; è uno dei principali Buddha del Mahāyāna. È considerato il buddha che guarisce, con la sua compassione, da ogni tipo di malattia, fisica o spirituale. Compare già nel Sutra del Loto come un bodhisattva che cura spiritualmente gli esseri senzienti con i suoi insegnamenti.
- Bhīṣmasvara: o Bhīṣma-garjita-ghoṣa-svara-rāja, uno dei Buddha che compare nel Sutra del Loto.
- Brahmadhvaja: ottavo figlio del Buddha Mahâbhijñā Jñānâbhibhū. Il suo regno cosmico è Sud-Ovest del nostro.
- Candrasūryapradīpa: "Splendore del sole e della luna"; è citato nell'introduzione, ovvero il I capitolo del Sutra del Loto. Aveva salvato una moltitudine di esseri, "come le sabbie del Gange" e ciò fece stupire anche molti illuminati tra i quali Maitreya.
- Dharmaprabhāsa: "Raggio del Dharma"; è un buddha che compare nel nostro universo durante il kalpa Ratnāvabhāsa nel mondo di Suviśuddha dove gli esseri non hanno alcuna differenza di genere e si nascerà in base solo alla trasformazione. È il buddha della luce.
- Divyadundubhimeganirghoṣa "Scrosciante suono del tamburo celeste"; è uno dei cinque buddha del Garbhadhātu maṇḍala dove occupa la regione settentrionale[8]. È considerato un dharmakāya di Gautama Buddha.
- Indradhvaja; settimo figlio di Mahâbhijñā Jñānâbhibhū, vive nel cielo Sud-occidentale e fu contemporaneo di Gautama Buddha.
- Jaladhara-garjita-ghoṣa-susvara-nakṣatra-rāja-saṅkusumitā-bhijña; Buddha dalla "Voce musicale del suono del tuono nelle nuvole e che possiede la reggenza delle 28 costellazioni ( nakṣatra)".
- Jāmbūnadaprabhāsa: "Luce e boato di Jambu"; è nel Sutra del Loto la rinascita buddica del discepolo di Gautama Buddha Mahā-Kātyāyana.
- Mahâbhijñā Jñānâbhibhū: "Suprema intuizione e saggezza"; grande buddha che regnò nel mondo di Saṃbhava, durante il kalpa Mahārūpa. Trascorse dieci kalpa medi[9] in meditazione prima di divenire un buddha e si ritirò successivamente per altri 84 000 kalpa[10] durante i quali i suoi sedici figli, anch'essi buddha, continuarono la predicazione del Dharma. I sedici figli-buddha di Mahâbhijñā Jñānâbhibhū sono nell'ordine: Akṣobhya, Merukūṭa, Siṃhaghoṣa, Siṃhadhvaja, Ākāśapratiṣṭhita, Nityapaṛvrtta, Indradhvaja, Brahmadhvaja, Amitâbha, Sarvalokadhātūpadravodvegapratyuttīrna, Tamālapatra-candanagandha, Merukalpa, Meghasvara, Meghasvararāja, Sarvalokabhayastambhitatva-vidhvaṃsanakāra e Śākyamuni. Questo buddha compare nel VII capitolo del Sutra del Loto.
- Mahāvairocana: "Il grande Uno con il Sole", il grande Buddha onnisciente (sarvavid) posto al centro nei maṇḍala dell'Asia orientale. È raffigurato con la pelle bianca e, spesso, una ruota viene posta sulle sue mani, ruota che non rappresenta la Ruota del Dharma ma il disco del sole. Le mani posso anche essere poste nel bodhyagrimūdra con l'indice della mano destra avvolto dalle dita della mano sinistra come ad indicare che l'Assoluto (l'Uno) è avvolto dal molteplice (dai fenomeni).
- Merukalpa: (Kalpa di Meru) o anche Merudhvaja, vive nei mondi posti a Nord-Ovest rispetto al nostro. Figlio del Buddha Mahâbhijñā Jñānâbhibhū è citato nel VII capitolo del Sutra del Loto.
- Merukuta: (Simile al Monte Meru) vive nel mondo di Abhirati (Gioia) posto ad Oriente rispetto al nostro. Figlio del Buddha Mahâbhijñā Jñānâbhibhū è citato nel VII capitolo del Sutra del Loto.
- Padmaprabha: "Loto Splendente"; è la rinascita dello śrāvaka Śāriputra annunciata nel III capitolo del Sutra del Loto.
- Raśmiprabhāsa: "Luce Raggiante" nel campo buddico Avabhāsaprāptā (Pieno di Luce) durante il kalpa Mahavyūha (Manifestazione trascendente); è nel Sutra del Loto la rinascita buddica del discepolo di Gautama Buddha Mahā-Kāśyapa.
- Śaśiketu: "Luna splendente" nel campo buddico Ratnasaṃbhava (Fatto di gioielli) durante il kalpa Ratnāvabhāsa (Luce dei gioielli); è nel Sutra del Loto la rinascita buddica del discepolo di Gautama Buddha Subhūti.
- Siṃhaghoṣa: "Ruggito del Leone", vive nei mondi posti a Sud-Est rispetto al nostro. Figlio del Buddha Mahâbhijñā Jñānâbhibhū è citato nel VII capitolo del Sutra del Loto.
- Tamālapatracandanagandha: "Profumo di sandalo e di garcinia" del campo buddico Manobhirāma (Delizia per la mente) durante il kalpa Ratiprapūrṇa (Ricolmo di gioia); è nel Sutra del Loto la rinascita buddica del discepolo di Gautama Buddha Mahā-Maudgalyāyana.

Helena Blavatsky notò che il pianeta sacro a Buddha è Mercurio, dedicato a Hermes, Dio greco-romano della saggezza, che è anche il significato della parola Buddha. Inoltre, come Hermes era figlio di Giove e Maia, il Buddha storico fu figlio di regina Maya.

## Natura del Buddha
La natura di un Buddha è stata oggetto di numerose dottrine nelle varie scuole, anche riguardo alla figura del Buddha storico.

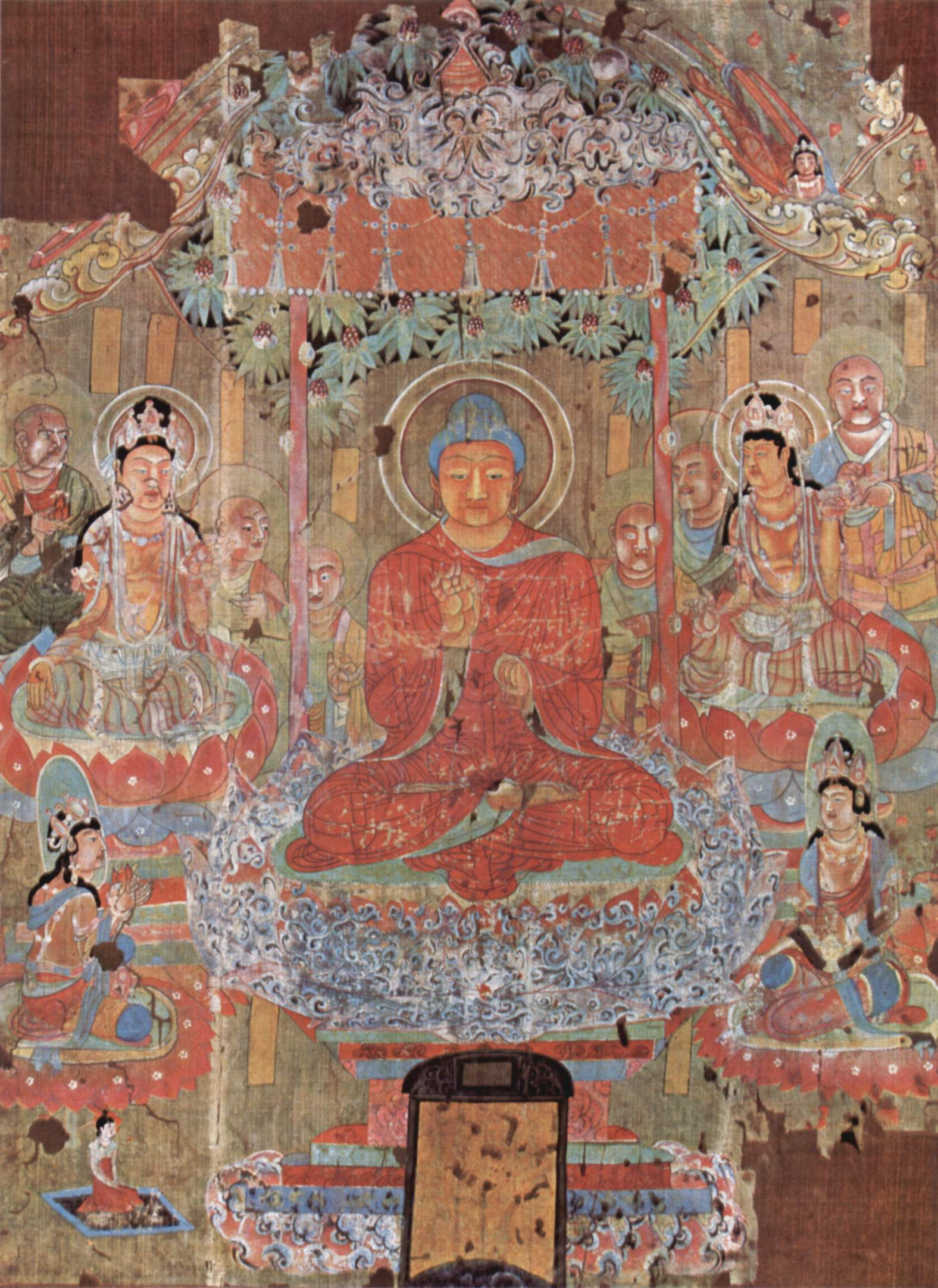
Amitābha Buddha in un dipinto cinese dell'VIII secolo rinvenuto nelle Grotte di Mogao. Amitābha è rappresentato nel suo Paradiso Occidentale (Sukhavātī) circondato da arhat e da bodhisattva. È distinguibile dalle raffigurazioni del Buddha Śākyamuni esclusivamente per il fatto che il suo corpo e avvolto nel colore rosso, il colore del tramonto ovvero dell'Occidente.

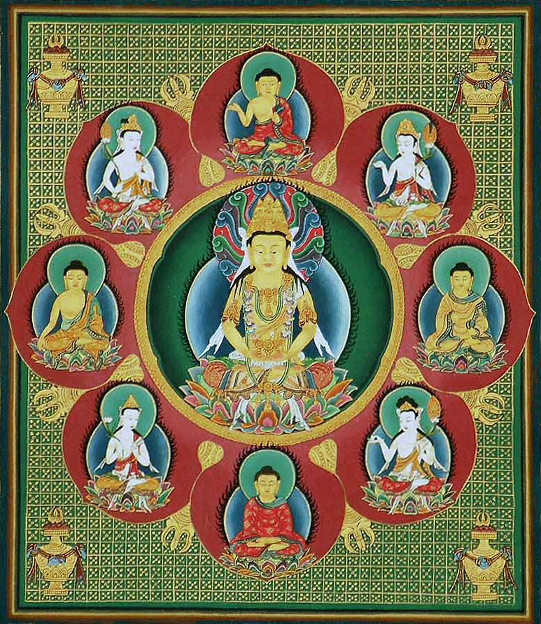
Un garbhadhātu-maṇḍala giapponese. Il garbhadhātu-maṇḍala (胎藏界曼荼羅) rappresenta l'insieme dei fenomeni mentali e delle forme dell'universo. Al centro del maṇḍala è posto Mahāvairocana Buddha (大日如來), che rappresenta la "Natura di Buddha" in ogni essere, ed è circondato da quattro buddha (colorati in oro) e quattro bodhisattva (colorati in bianco). Partendo dall'alto e in senso orario: Ratnaketu (宝幢), Samantabhadra (普賢菩薩) Saṃkusumitarāja (開敷華王), Mañjuśrī (文殊菩薩), Amitābha (阿彌陀), Avalokiteśvara (觀自在菩薩), Divyadundubhimeganirghoṣa (天鼓雷音), e Maitreya (彌勒菩薩).

### Natura umana
Secondo il buddismo Theravāda, oltre che nelle più antiche interpretazioni, la natura di un Buddha è identica a quella di tutti gli altri esseri senzienti; il corpo del Buddha Gautama era mutevole e instabile come quello di ogni essere umano, ma egli aveva realizzato e reso manifesta la natura immutabile e perfettamente pura e priva di oscurazioni della sua Mente come dhammakāya, che è invece senza limiti e senza tempo, e il suo insegnamento è quindi definitivo.

### Natura permanente (Buddha eterno)
Nel Buddismo Mahāyāna il Buddha, nel suo kāya di Saggezza Suprema (sanscrito: dharmakāya), è al di là dell'espressione concettuale ed è la Natura Ultima o Fondamentale della propria mente nonostante le varie oscurazioni che coprono questa natura e ha la caratteristica della permanenza; nel Sutra del Loto viene sostenuto che il Gautama abbia ottenuto l'Illuminazione innumerevoli kalpa prima e che la sua vita sia senza fine (Natura Permanente e non-composta); questo è un punto fondamentale della dottrina Mahāyāna e nel Tathāgatagarbhasūtra si dice che non comprendere questo concetto sia un grave ostacolo all'ottenimento della bodhi.

### Natura-di-Buddha
In molte scuole di derivazione Mahāyāna ogni essere senziente (sanscrito: sattva) è permeato dalla Natura di Buddha (sanscrito: tathāgatagarbha o sugatagarbha o buddhagarbha), una potenzialità innata e permanente che può manifestarsi nella realizzazione della Buddità, cioè si diventa un Buddha come conseguenza delle condizioni necessarie e favorevoli.
Ogni essere senziente, quindi, è dotato naturalmente della Natura di Buddha e su tale base potrebbe effettivamente diventare un Buddha sotto la Guida di un buddha o di un guru qualificato, ma questo non è dato per scontato in quanto, se uno non prende Rifugio nei Tre Gioielli (Buddha, Dharma e Saṃgha) e se non pratica appropriatamente, non avrà occasione di diventarlo né di liberarsi dal Saṃsāra.

### I Corpi del Buddha

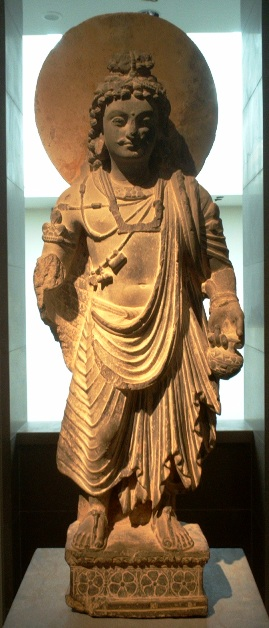
Il bodhisattva Maitreya, il futuro Buddha, rappresentato nell'Arte del Gandhāra. La mano destra era posta nel "gesto di incoraggiamento" con il palmo della mano aperto (abhayamudrā) mentre la sinistra regge una bottiglietta (kalaśa) contenente il nettare dell'immortalità (amṛta kalaśa) che rappresenta il nirvana.

### I dieci poteri di un Buddha
Tutte le scuole buddiste attribuiscono ai buddha, oltre che i Trentadue segni maggiori, anche dieci poteri denominati:
- in sanscrito daśa-balāni;
- in pāli dasa-balāni;
- in cinese 十力 shílì;
- in coreano 십력 simnyeok o simnyŏk;
- in giapponese 十力 jūriki;
- in vietnamita thập lực;
- in tibetano stobs bcu.

Questi dieci poteri consisterebbero in:
1. sthānāsthāna-jñāna-bala: potere di distinguere i fatti reali dalle illusioni;
2. karma-vipāka-jñāna-bala: potere di conoscere gli effetti del karma;
3. nānādhimukti-jñāna-bala: potere di conoscere i rispettivi desideri e aspirazioni degli esseri senzienti;
4. nānā-dhātu-jñāna-bala: potere di conoscere i differenti temperamenti degli esseri senzienti;
5. indriya-parāpara-jñāna-bala: potere di conoscere le capacità intellettive dei differenti esseri senzienti;
6. sarvatra-gāminī-pratipaj-jñāna-bala: potere di conoscere le vie e gli obiettivi delle pratiche;
7. dhyāna-vimokṣa-samādhi-samāpatti-jñāna-bala: potere di conoscere tutte le pratiche di liberazione, di meditazione e di assorbimento;
8. pūrve-nivāsānusmṛti-jñāna-bala: potere di conoscere le esistenze precedenti;
9. cyuty-upapatti-jñāna-bala: potere di conoscere la morte e le rinascite degli esseri senzienti;
10. āsrava-kṣaya-jñāna-bala: potere di conoscere come si realizza l'estinzione delle contaminazioni e degli attaccamenti.